# Château de Courtanvaux
 (août 2024).
Si vous disposez d'ouvrages ou d'articles de référence ou si vous connaissez des sites web de qualité traitant du thème abordé ici, merci de compléter l'article en donnant les références utiles à sa vérifiabilité et en les liant à la section « Notes et références ».
Le château de Courtanvaux est situé sur la commune de Bessé-sur-Braye dans la Sarthe.

## Histoire
Les premières constructions remontent au XIVe siècle, lorsque les seigneurs de Bessé font construire un manoir médiéval destiné à rassurer la population et servir d'asile en cas de conflit. Toutefois, celui-ci n'a qu'une faible importance stratégique.
Ce n'est qu'un siècle plus tard que Courtanvaux prend de l'envergure. Ainsi, au milieu du XVe siècle, Jacques Berziau, secrétaire général du roi, devient propriétaire. Il entreprend de nombreux travaux et agrandit le domaine avec une chapelle, un petit château, un colombier et surtout le château principal entre 1450 et 1490.
Le château de Courtanvaux s'est transmis par héritages ou par mariages et trois familles s'y sont succédé, aménageant sans cesse le domaine, jusqu'à la vente de celui-ci à la commune de Bessé sur Braye, en 1978.
La famille de Souvré est ainsi propriétaire du lieu des années 1500 à 1661 et va apporter aux constructions une touche Renaissance, symbolisée par la poterne de 1582, classée monument historique. En effet, Gilles de Souvré, maréchal de France, gouverneur de Touraine, grand-maître de la Garde de Robe d'Henri IV et précepteur de Louis XIII fait édifier ce corps d'entrée. Henri IV vient à plusieurs reprises séjourner à Courtanvaux. Il élève Courtanvaux au rang de marquisat en l'honneur de Gilles de Souvré.
Ses descendants continuent son œuvre jusqu'au mariage de sa petite-fille Anne de Souvré avec François Michel Le Tellier, marquis de Louvois et ministre de la Guerre de Louis XIV. Au décès des deux époux, les héritiers de la famille Le Tellier se désintéressent de Courtanvaux et le château reste inhabité de 1691 à 1815.
En 1780, Louise Charlotte Françoise Le Tellier, héritière du domaine épouse le comte Pierre de Montesquiou-Fezensac. Sous l'Empire, Montesquiou-Fezensac est grand chambellan de France à partir de 1809 et Louise Charlotte Le Tellier, dite Maman Quiou, est nourrice officielle du fils de Napoléon 1er, le "Roi de Rome". Le couple se retire à Courtanvaux après la chute de Napoléon Ier, en 1815, et entreprend une restauration totale des bâtiments, dans un style néogothique très marqué.
Tout au long du XIXe siècle, le lieu va ainsi revivre, sous l'égide également de leur fils, le comte Anatole de Montesquiou-Fezensac (1788-1878) qui y adjoint une orangerie et les écuries (inscrites à l'inventaire des monuments historiques).
À sa mort, il devient la propriété de l’aîné de ses petits-fils, Anatole Marie Odon de Montesquiou-Fézensac (1836-1882), qui a épousé en 1867 la princesse roumaine Marie Bibesco (ro) (1845-1929). À la mort de son mari, celle-ci hérite du château et à la charnière des XIXe et XXe siècles, le modifie, le redécore et le modernise complètement : chauffage à air pulsé, téléphone d'intérieur, cuisines, éclairage au gaz...
Courtanvaux reste dans leur descendance jusqu'à leur petit-fils, Odon de Montesquiou, mort célibataire en 1964, qui le lègue à son cousin Pierre de Montesquiou, mort en 1976.
En 1978, Courtanvaux est acheté par la commune de Bessé sur Braye, qui l'a ouvert à la visite du public.

### Protection
Il a été inscrit monument historique le 11 juin 1980 alors que le portail d'entrée et ses deux tours avaient déjà été classés le 5 janvier 1948. Par ailleurs, l'ensemble du site a été classé le 25 juillet 1975.

## Architecture
Le grand château, édifié à la fin du XVe siècle, est un exemple de la fin de la période gothique. Il conserve les traces de l'ancien manoir médiéval : ouvertures pour le pont-levis, douves sèches, échauguettes ou mâchicoulis. Ce procédé est typique des nouveaux nobles pour affirmer leur pouvoir, tel les seigneurs médiévaux. La façade est percée de fenêtres à meneaux et ornée de décors néogothiques, preuve des restaurations subies au XIXe siècle.
Le domaine est accessible par une porte d'entrée Renaissance de 1582, flanquée de deux tourelles rondes, sculptées avec arabesques et entrelacs, que surmontent des dômes à lanternons. La poterne, classée monument historique, est un des plus beaux exemples du genre dans toute la région du Perche et du Maine.[réf. nécessaire]
La chapelle castrale dédiée à Notre-Dame-de-Lorette, fondée en 1454, est dotée d'un portail néogothique.
Le colombier du XVe siècle, l'orangerie et les écuries du XIXe siècle, ainsi que le parc à l'anglaise complètent l'ensemble imposant de bâtiments.
L'entrée du XIXe siècle ou Portail des Lions (1874) demeure visible à un kilomètre du château et consiste en un portail en calcaire et fer forgé.
L'intérieur du château, restauré au XIXe siècle, comporte des portes à galandage, croisées d'ogives en Y, miroirs incrustés dans les volets...

## Parc
Courtanvaux représente aujourd'hui un domaine de près de 68 ha, avec, autour du château, chemins de randonnées pédestres et cyclistes à travers bois, plan d'eau, jeux pour enfants ou encore aires de pique-nique.
Le parc à l'anglaise fait face au grand château alors que la cour intérieure abrite un élégant jardin à la française.
L'ensemble du parc est accessible gratuitement toute l'année.

## Offre culturelle
Le château de Courtanvaux est ouvert à la visite d'avril à septembre. L'été, les communs du château (orangerie, écuries, salle des calèches) sont ouverts dans le cadre d'un festival d'arts plastiques permettant aux amateurs ou aux simples promeneurs de découvrir peintures, sculptures, photographies, poteries... et de rencontrer les artistes présents. Le château de Courtanvaux accueille différents spectacles en saison.

## Galerie photos

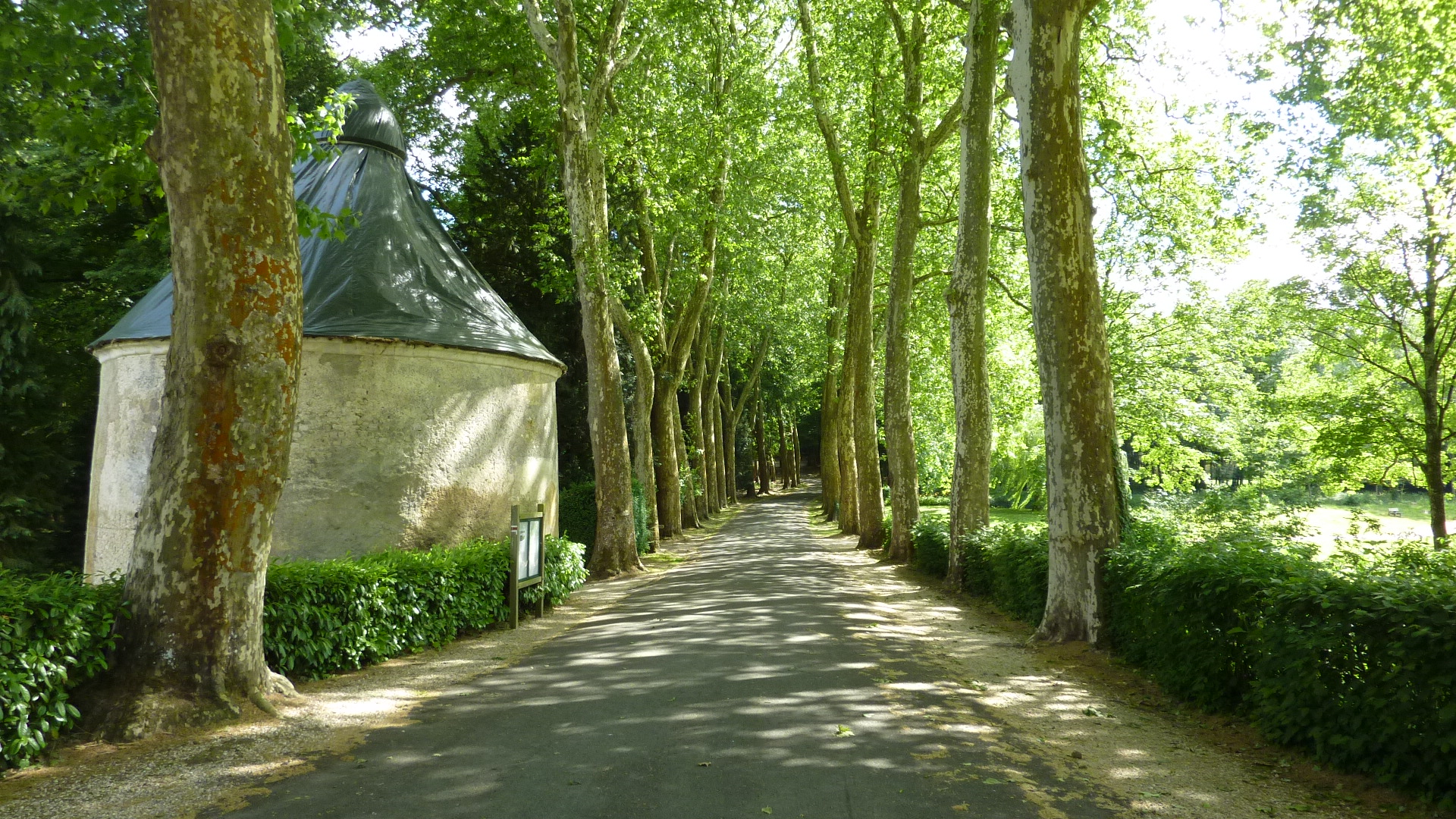
Le chemin d'accès.
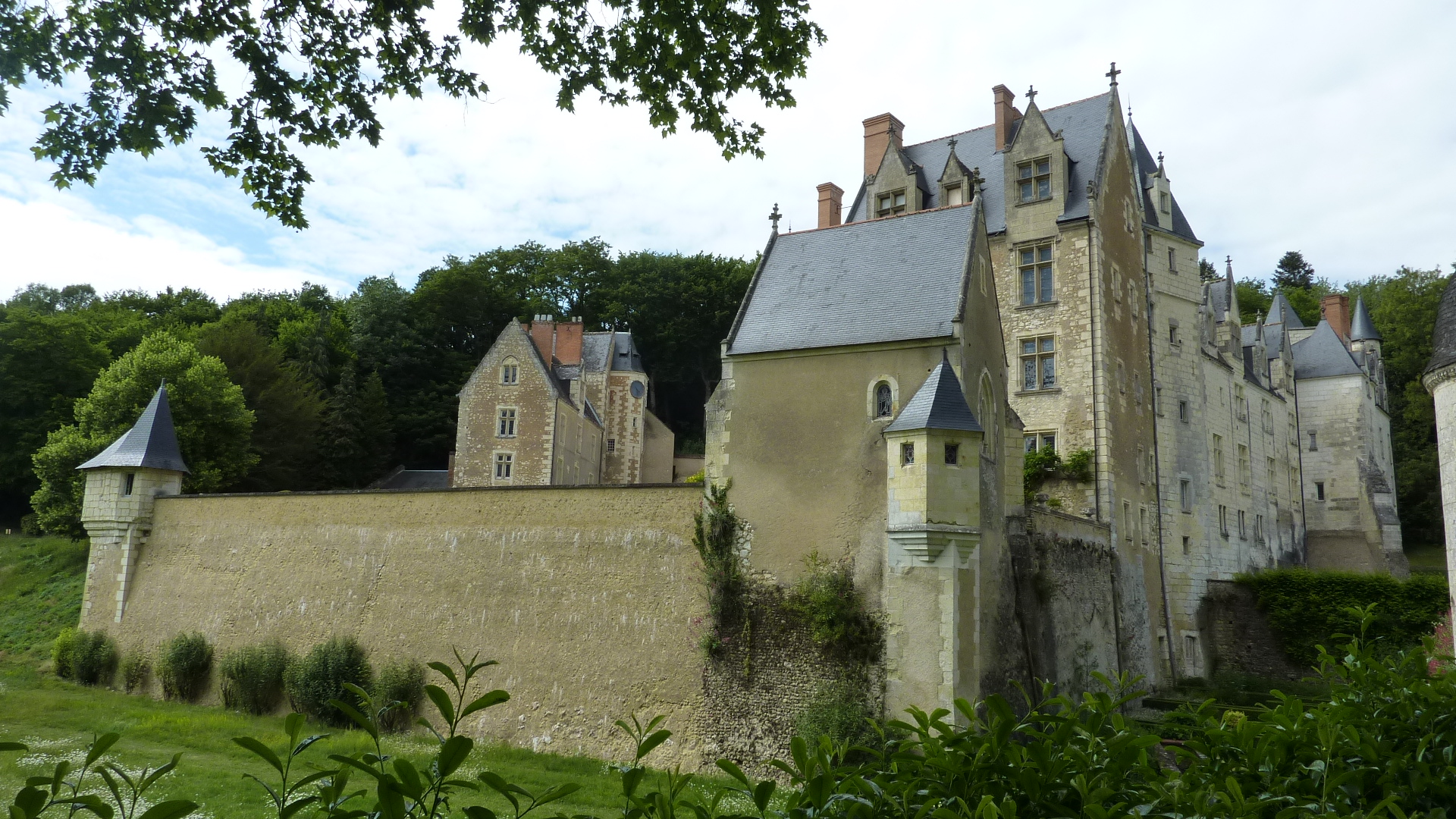
La vue depuis le chemin d'accès.
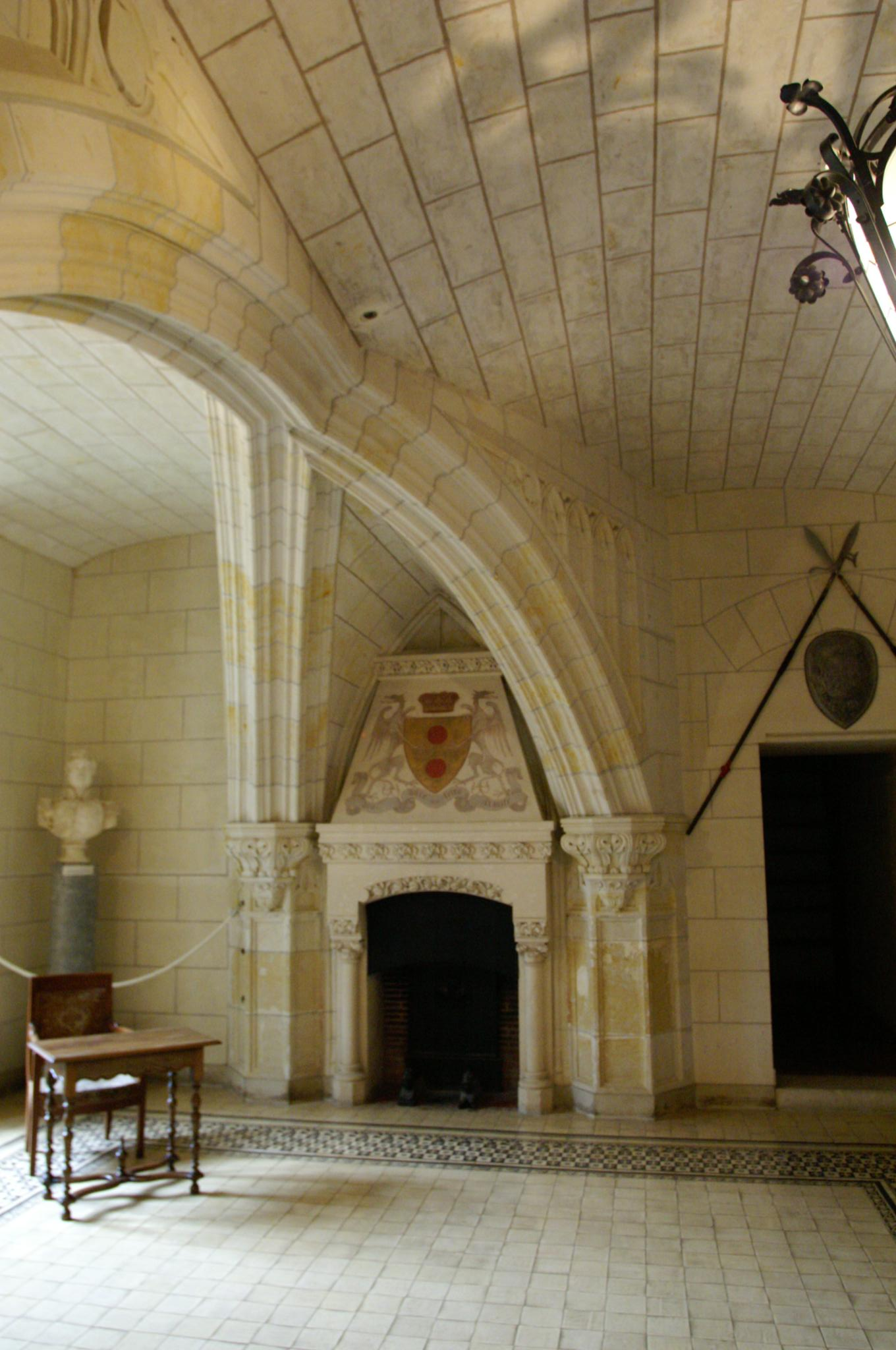
La salle des gardes.
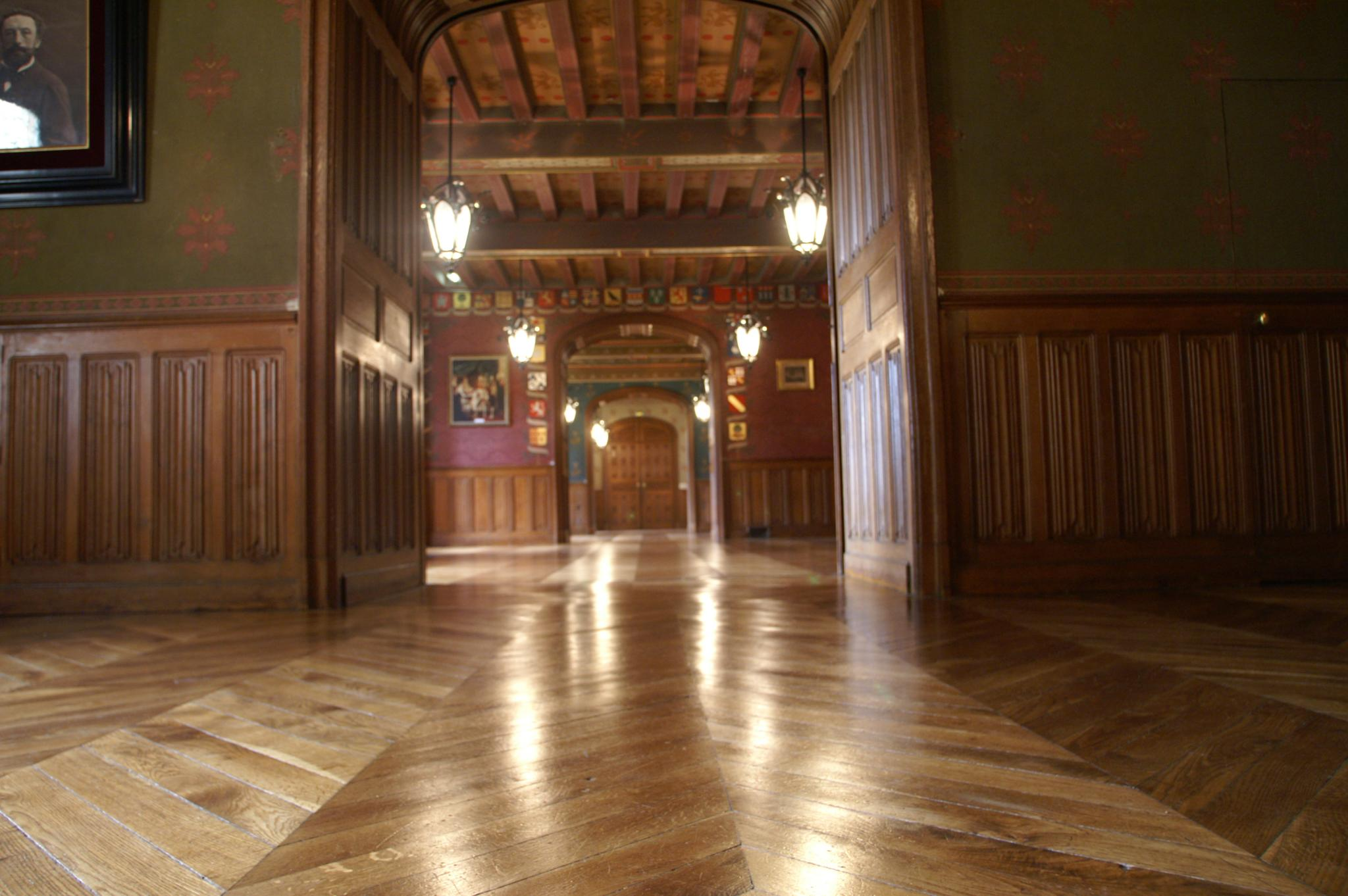
Le grand hall d'entrée.
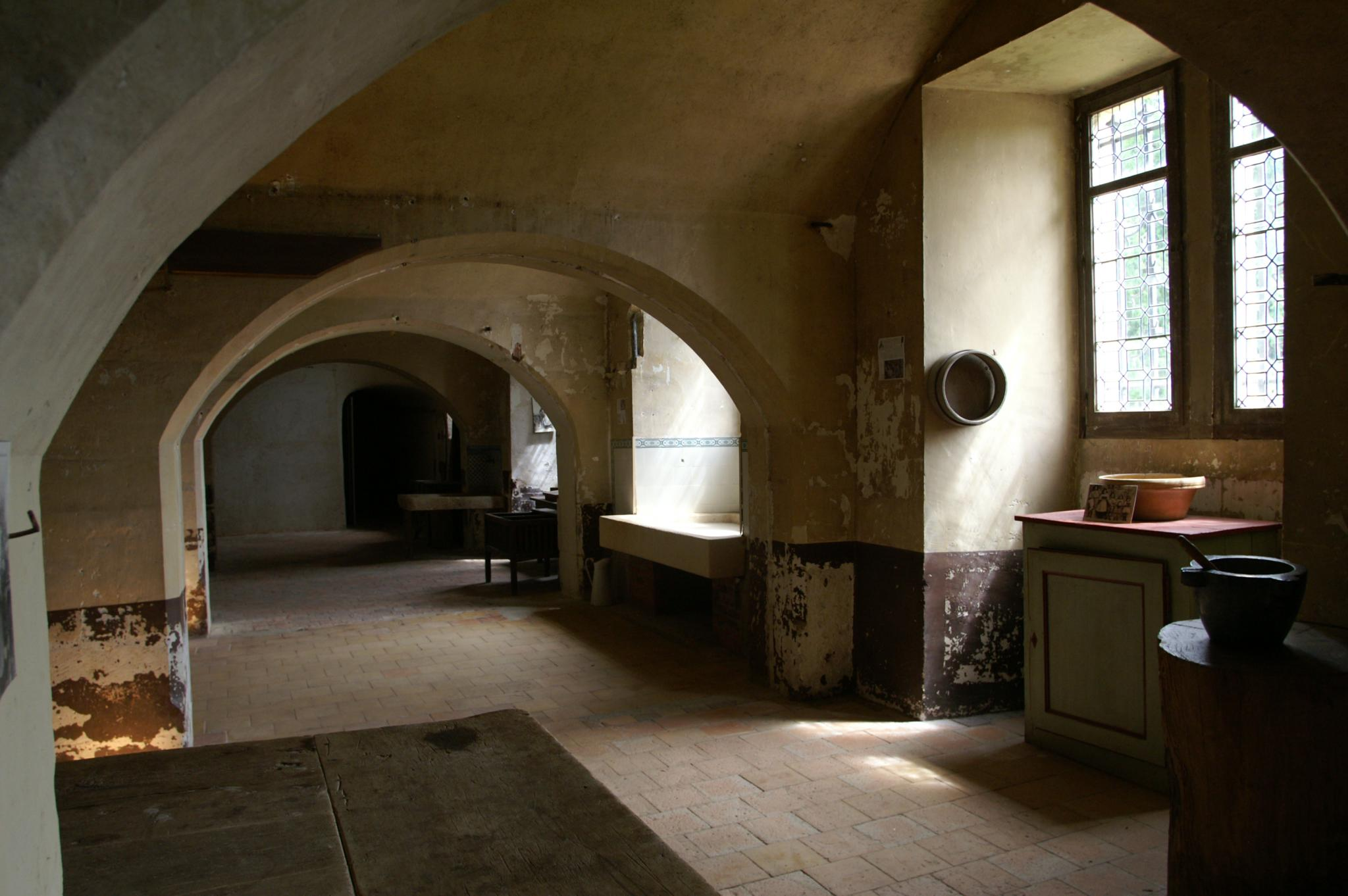
Les cuisines.
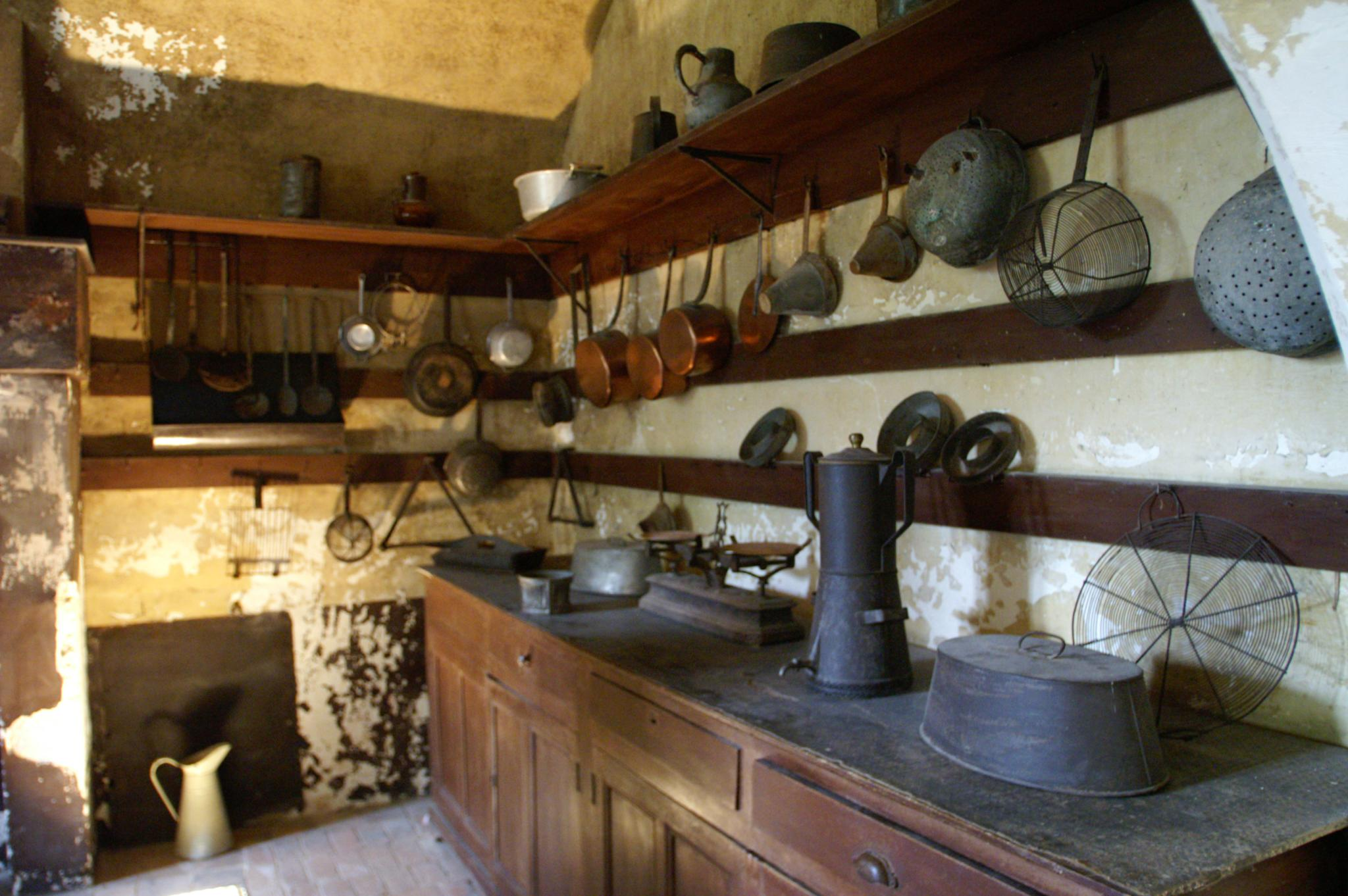
Les cuisines (détail).
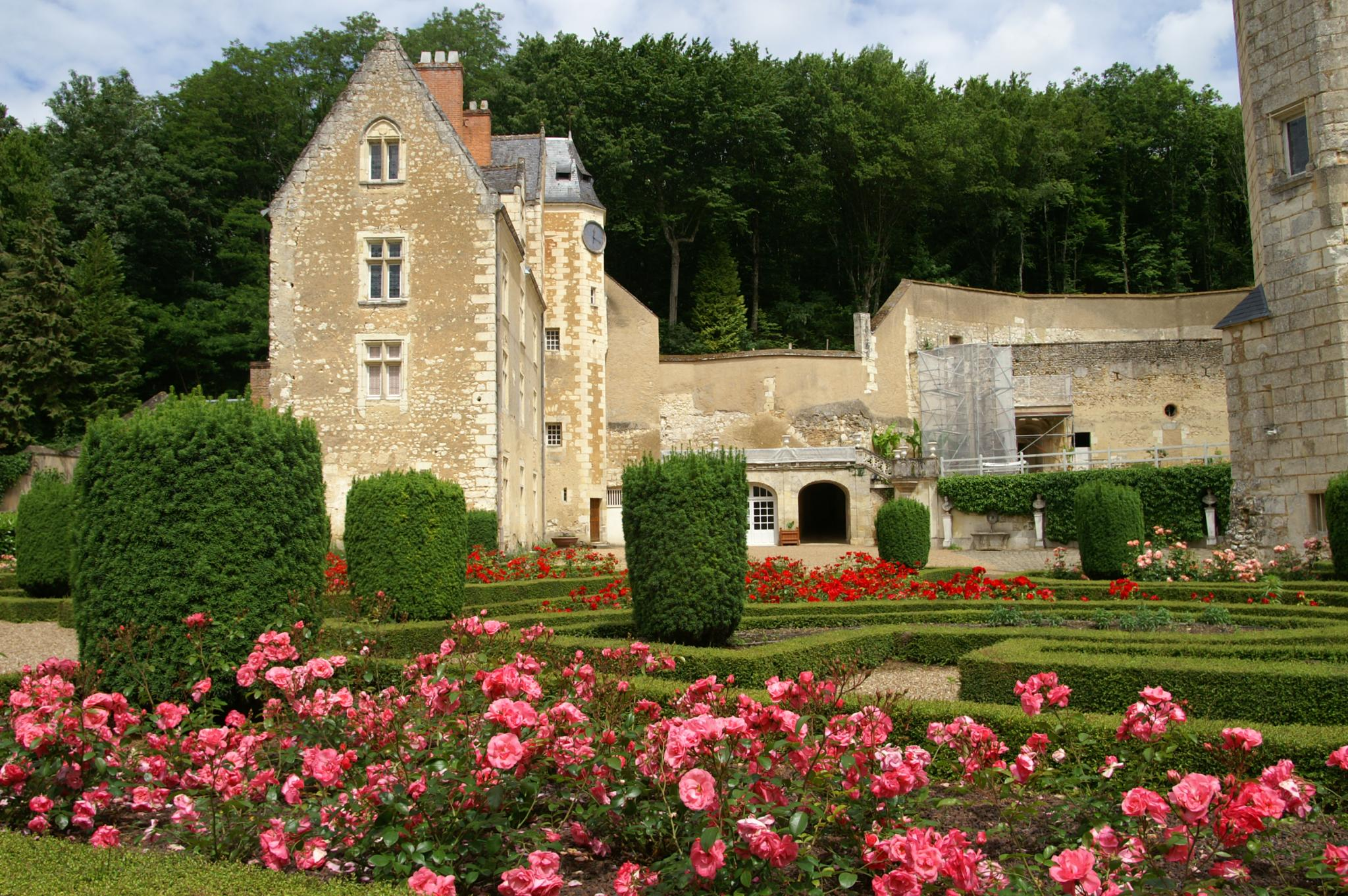
Le jardin intérieur.
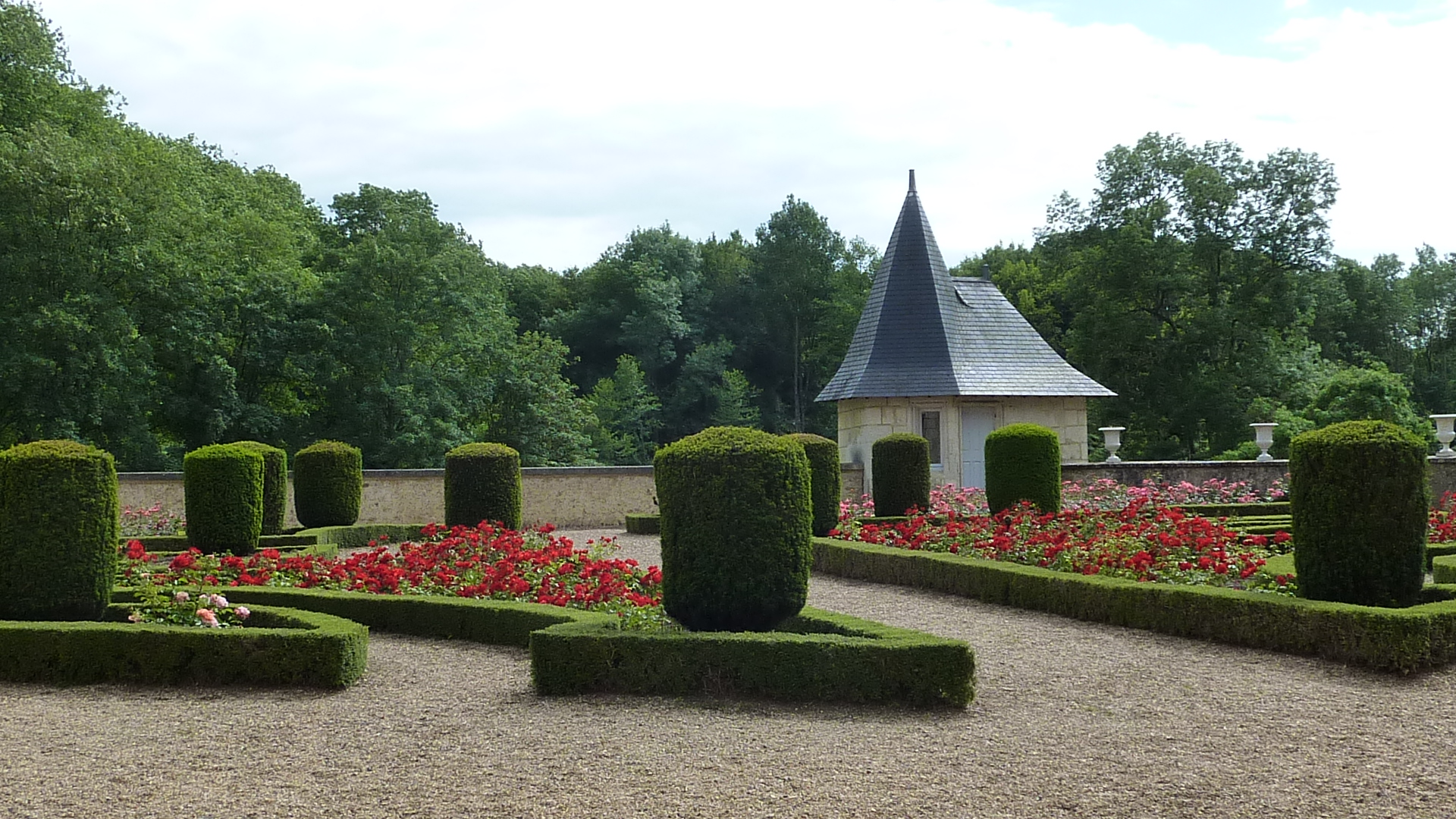
Le jardin intérieur.
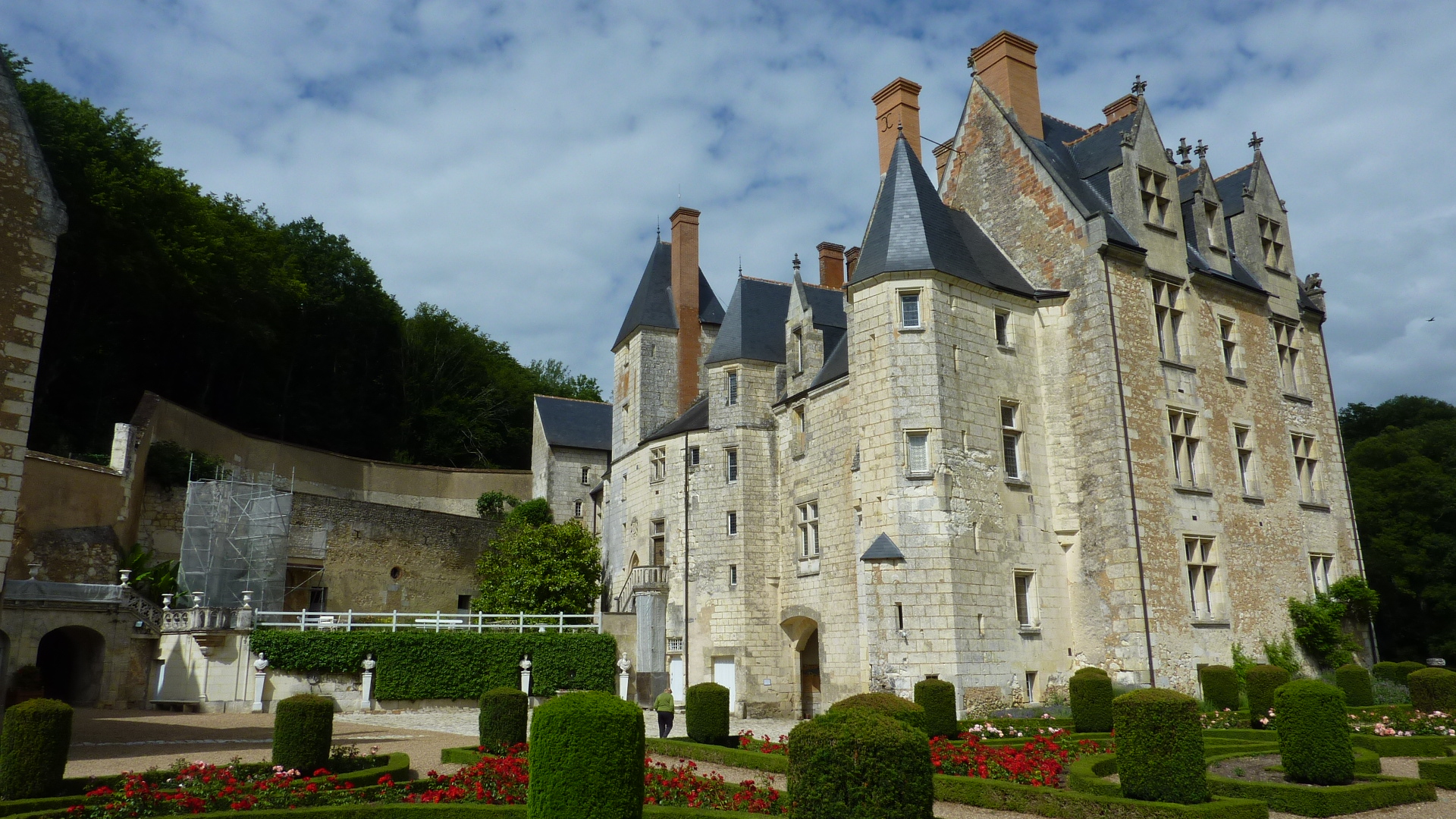
La vue depuis le jardin intérieur.
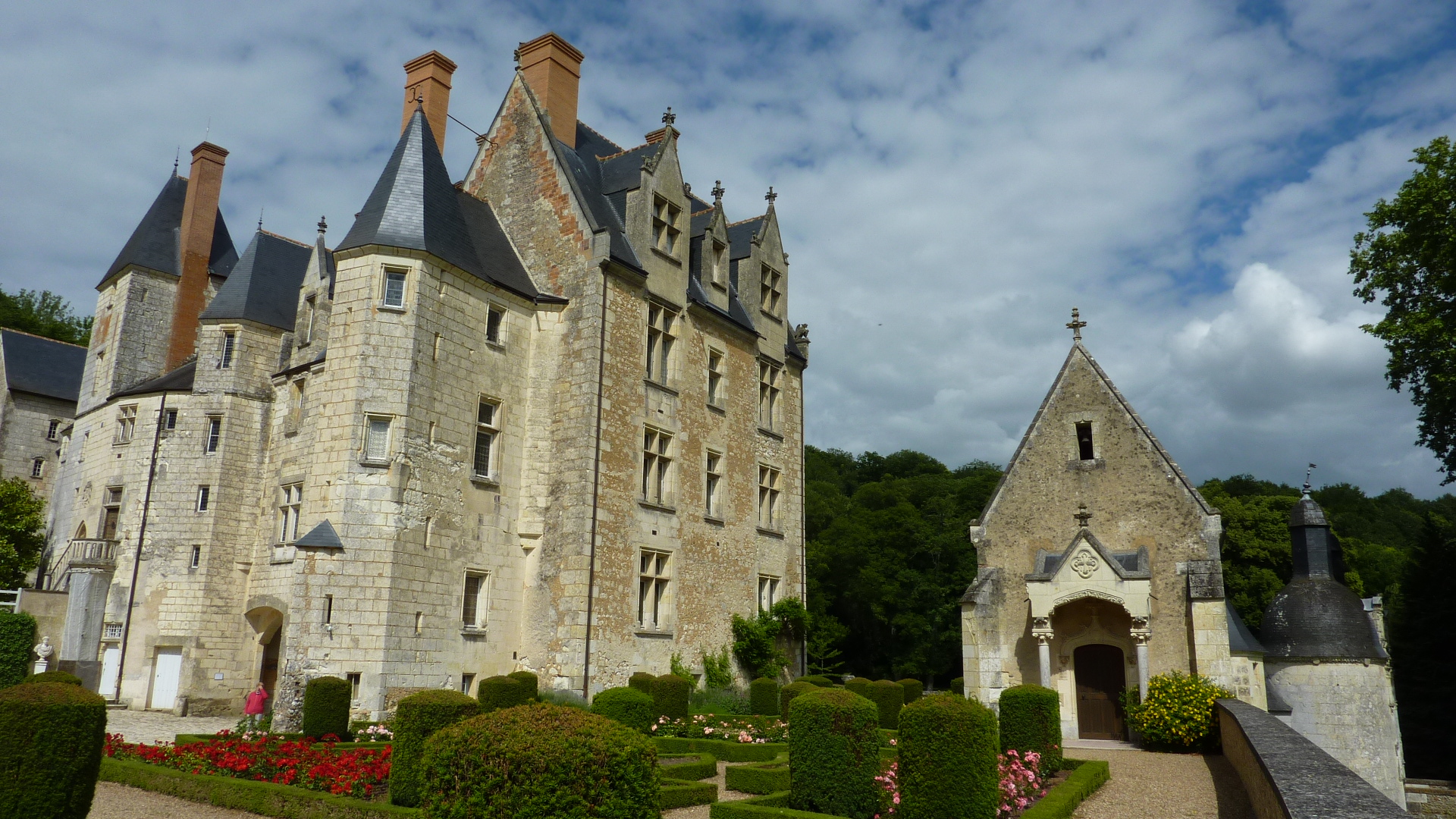
La vue depuis le jardin intérieur.
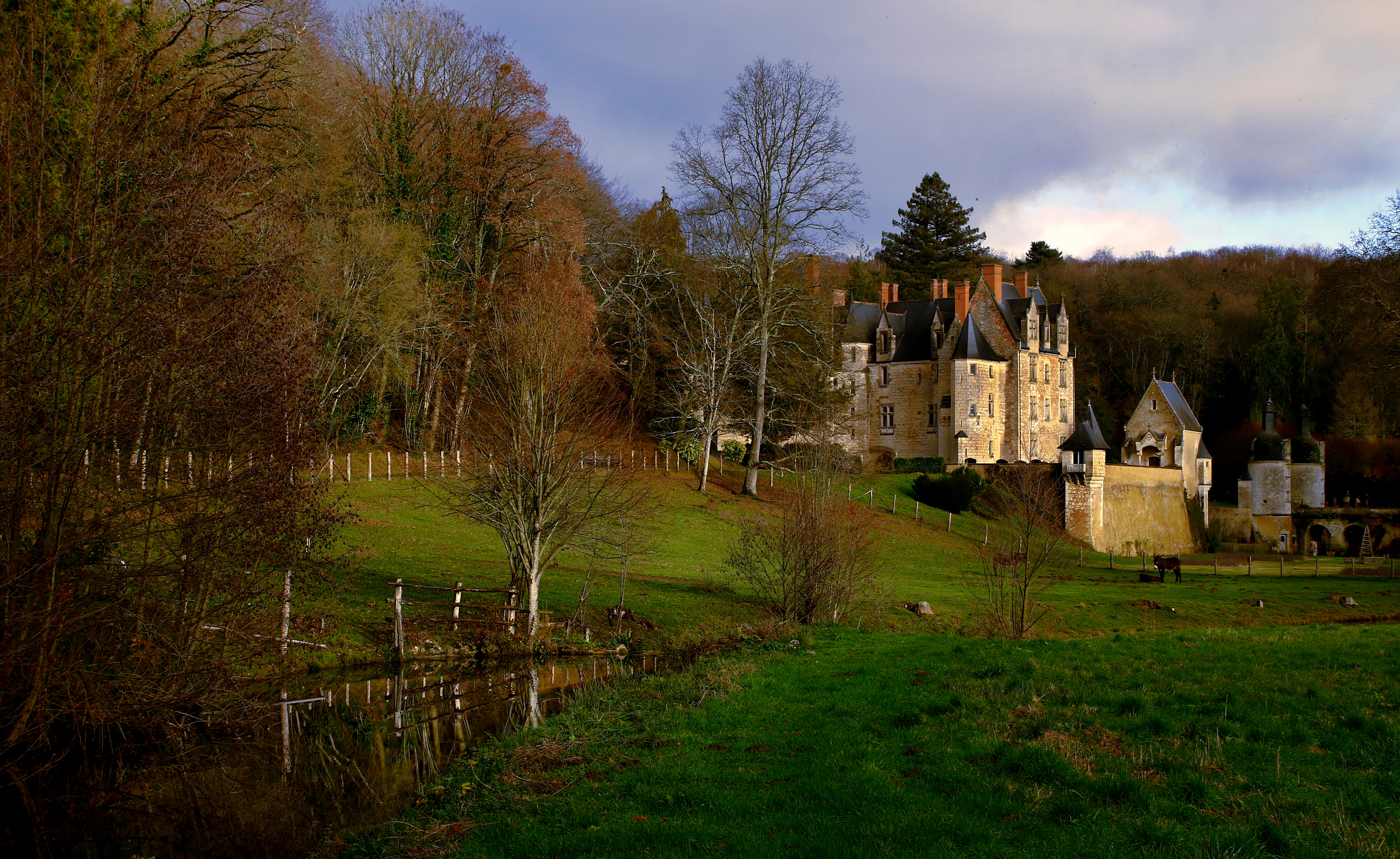
Vue de Courtanvaux du ruisseau
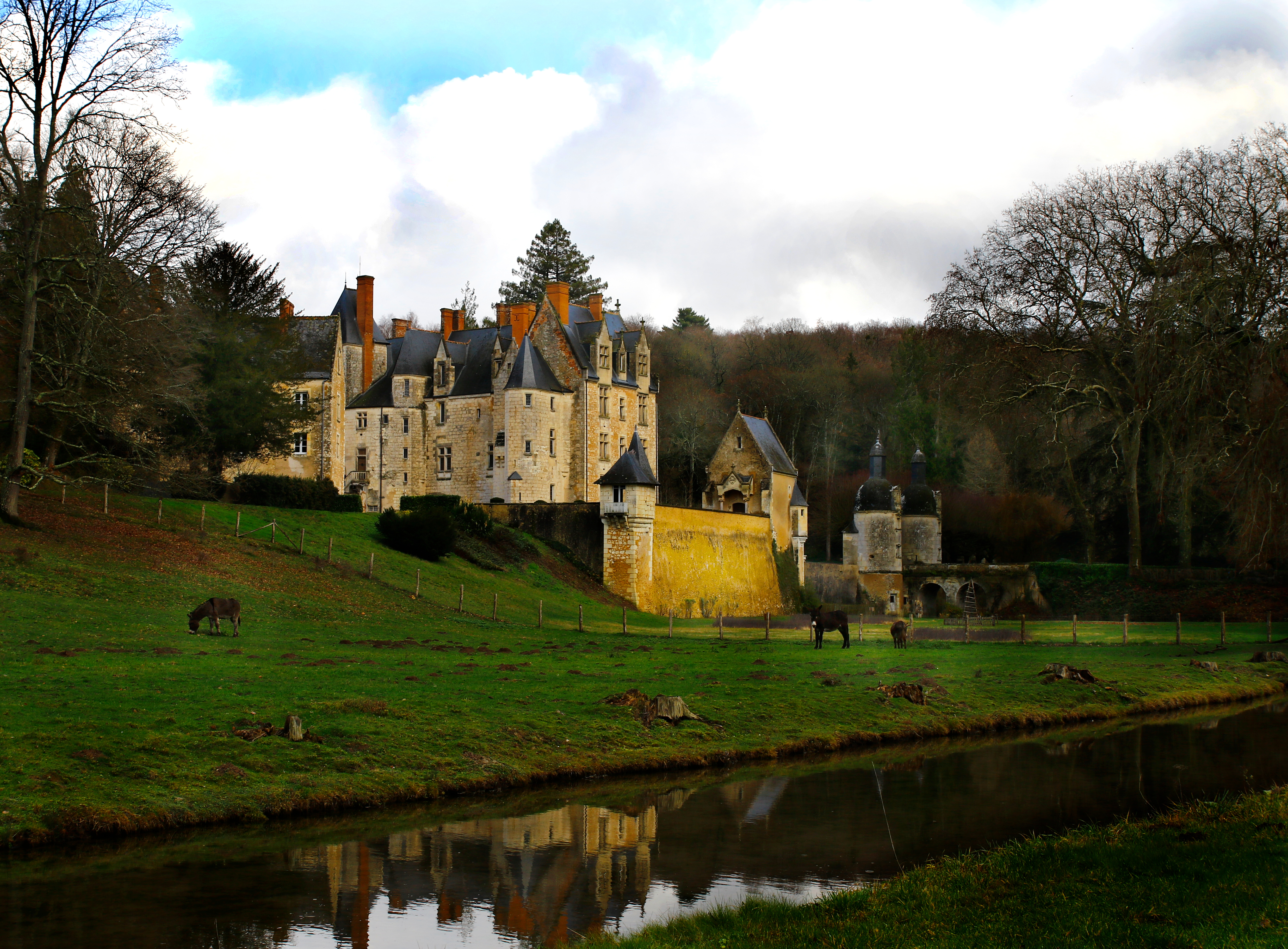
Courtanvaux et ses ânes
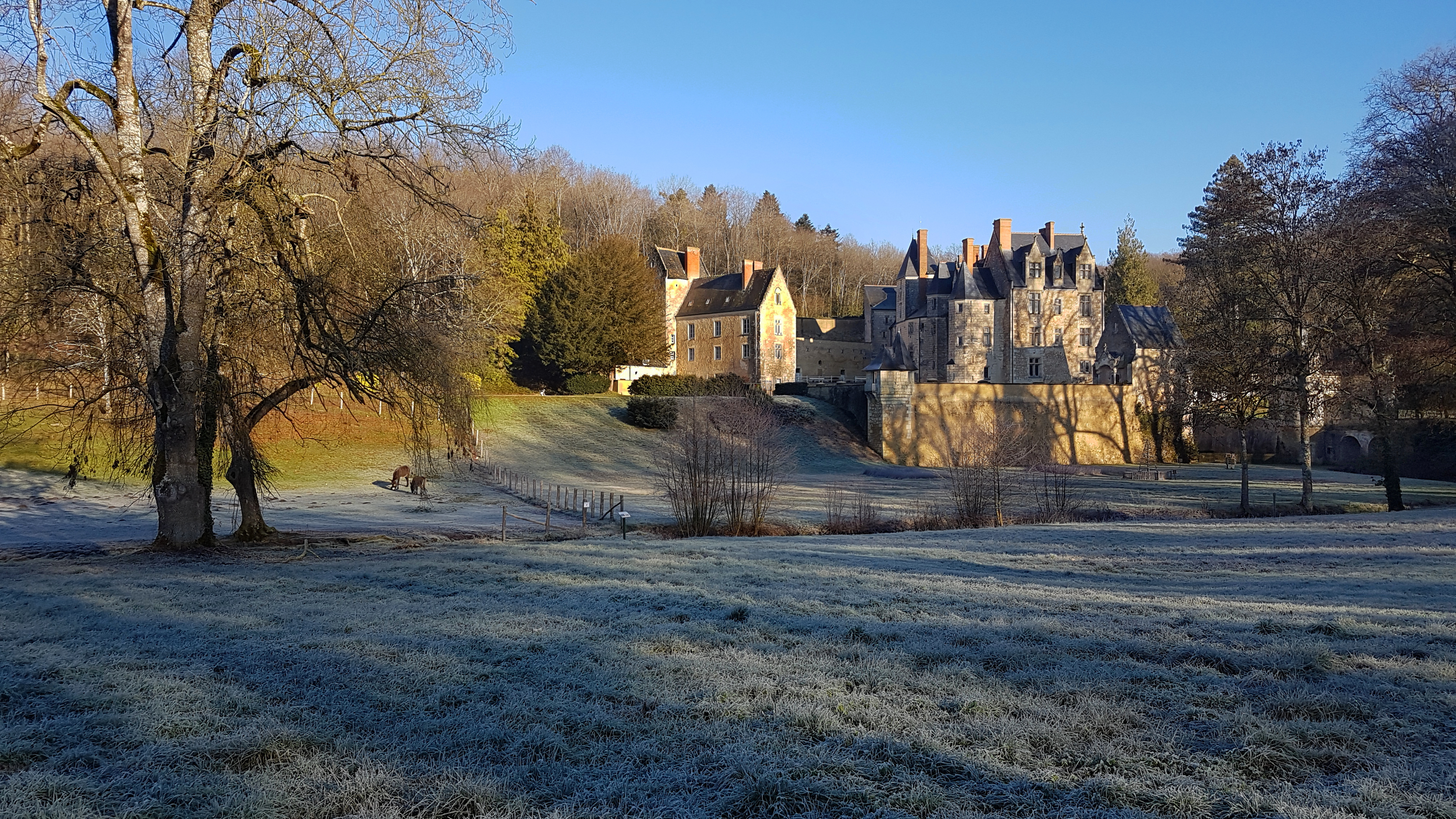
Courtanvaux gelé.